# Orazio Toscanella
Orazio Toscanella (Toscanella, 1510 – Venezia, 1580) è stato uno scrittore italiano.

## Biografia
Fu un latinista, traduttore e scrittore del Rinascimento. Fu autore di trattati grammaticali, dizionari latino-italiani e traduttore di autori classici in italiano. Trascorse gran parte della sua vita a Venezia. 
Fu membro dell'Accademia dei Pastori Fratteggiani di Fratta Polesine.
Morì nel 1580.

## Opere
- Motti, Facetie, Argutie, burle, e altre piacevolezze, 1561[3][4]
- Il Dialogo della partitione oratoria di Marco Tullio Cicerone; tirato in tauole da Oratio Toscanella della famiglia di maestro Luca fiorentino: con una tauola copiosissima, 1566
- La retorica di M. Tullio Cicerone a Gaio Herennio, ridotta in alberi, con tanto ordine, & con essempi cosi chiari, & ben collocati, che ciascuno potrà da se con mirabile facilità apprenderla, 1566
- Osseruationi d'Oratio Toscanella della famiglia di maestro Luca Fiorentino, sopra l'opere di Virgilio, per discoprire, e insegnare à porre in prattica gli artifici importantissimi dell'arte poetica con gli essempi di Virgilio stesso, 1566
- L'Institutioni oratorie di Marco Fabio Quintiliano retore famosissimo; tradotte da Oratio Toscanella della famiglia di maestro Luca Fiorentino : et arricchite dal medesimo della dichiaratione dei luochi piu difficili in margine: di quattro tauole ... della vita dello Autore: ..., 1566
- Precetti necessarij, ouero Miscellane; parte in capi, parte in alberi, sopra diuerse cose pertinenti alla grammatica, retorica, topica, loica, poetica, historia, & altre facoltà, 1567
- Armonia di tutti i principali retori, et migliori scrittori degli antichi, & nostri tempi; posta in registro, et accordata da Oratio Toscanella, 1569
- Essortatione di m. Oratio Toscanella ai cristiani contra il Turco, 1572
- Applicamento dei precetti della inventione, dispositione et elocutione, che propriamente serve allo scrittore di epistole latine, et volgari... : Aggiuntovi le quattro virtù dell'oratione, con tutte le cose, che fanno perfetta l'oratione. Et specialmente la virtù dell'ornamento...., 1575